# Anthomyia obscuripennis
Anthomyia obscuripennis är en tvåvingeart som först beskrevs av Jacques-Marie-Frangile Bigot 1886.  Anthomyia obscuripennis ingår i släktet Anthomyia och familjen blomsterflugor.
Artens utbredningsområde är Kalifornien. Inga underarter finns listade i Catalogue of Life.